# Simona Bonafè
Simona Bonafè, née le 12 juillet 1973 à Varèse, est une personnalité politique italienne, membre du Parti démocrate (PD).

## Biographie
Pour les élections européennes de 2014, Simona Bonafè est tête de liste pour l'Italie centrale : elle obtient le plus grand nombre de voix de préférence de ces élections. Inscrite à La Marguerite depuis 2002, elle devient adjoint au maire de Scandicci en 2004, réélue en 2009.
Le 25 mai 2014 elle est élue députée européenne d'Italie de la 8e législature .
Elle est à nouveau tête de liste du Parti démocrate dans la circonscription Italie centrale pour les élections européennes de 2019 en Italie.
Le 25 septembre 2022, elle est de nouveau élue députée pour la XIXe législature en Toscane sur la liste Parti démocrate - Italie démocrate et progressiste.